# Involutininae
Involutininae es una subfamilia de foraminíferos bentónicos de la familia Involutinidae, del suborden Involutinina y del orden Involutinida. Su rango cronoestratigráfico abarca desde el Noriense (Triásico superior) hasta el Cenomaniense (Cretácico superior).

## Clasificación
Involutininae incluye a los siguientes géneros:
- Babelispirillina †
- Coronipora †
- Cylindrotrocholina †
- Globospirillina †
- Hensonina †
- Hottingerella †
- Involutina †
- Jurella †
- Semiinvoluta †
- Trocholina †
- Trochospirillina †

Otros géneros considerados en Involutininae son:
- Coronella †, aceptado como Coronipora
- Ichnusella †, aceptado como Trocholina
- Neotrocholina †, aceptado como Trocholina
- Pachyspirillina †, aceptado como Involutina
- Paratrocholina †, considerado subgénero de Trocholina, es decir, Trocholina (Paratrocholina), y aceptado como Aulotortus
- Trochonella †, considerado subgénero de Trocholina, es decir, Trocholina (Trochonella), y aceptado como Trocholina
- Problematina †, aceptado como Involutina